# Xu Jiayu
Xu Jiayu (* 19. August 1995 in Anji) ist ein chinesischer Schwimmer. Er ist zweifacher Weltmeister über 100 m Rücken (Budapest 2017 und Gwangju 2019). Bei den Olympischen Sommerspielen 2016 in Rio de Janeiro gewann er über 100 m Rücken die Silbermedaille, 2024 wurde er Olympiasieger in der Lagenstaffel.

## Karriere
Xu war Teilnehmer der Olympischen Sommerspiele 2012 in London. Er nahm dort an den Vorläufen über 200 m Rücken teil. Die Qualifikation für ein Halbfinale gelang ihm bei diesen Spielen nicht.
Bei seinen zweiten Olympischen Spielen, 2016 in Rio de Janeiro, gewann Xu hinter dem US-Amerikaner Ryan Murphy Silber über 100 m Rücken. Er nahm ebenfalls am Finale über 200 m Rücken teil, in dem er den vierten Platz belegte. Xu gehörte außerdem zur 4 × 100-m-Lagenstaffel Chinas, die wegen Disqualifikation nicht am Finale teilnehmen konnte.
Am 11. September 2018 stellt Xu beim FINA Schwimm-Weltcup in Tokio einen neuen Weltrekord über 100 m Rücken auf der Kurzbahn auf.